# Dolno Prahovo, Kărdjali
Dolno Prahovo (în bulgară Долно Прахово) este un sat în comuna Ardino, regiunea Kărdjali,  Bulgaria. 

## Demografie
Componența etnică a satului Dolno Prahovo
     Turci (91,93%)
     Nicio identificare (8,06%)
     Altele (0%)
La recensământul din 2011, populația satului Dolno Prahovo era de 124 locuitori. Din punct de vedere etnic, majoritatea locuitorilor (91,93%) erau turci. Pentru 8,06% din locuitori nu este cunoscută apartenența etnică.